# Launaea
Launaea és un gènere de plantes angiospermes de la família de les asteràcies (Asteraceae). Són plantes natives d'Àfrica, Àsia, algunes zones mediterrànies europees i una espècie australiana, sobretot hi són a les regions mediterrànies, macaronèsica, irano-turaniana i sahariana.
Les espècies autòctones dels Països Catalans són Launaea arborescens, Launaea cervicornis, Launaea nudicaulis i Launaea fragilis.

## Descripció
Són plantes herbàcies d'anuals a perennes, petits arbusts o arbusts, de vegades espinosos. Les tiges són solitàries o poc nombroses. Les fulles acostumen a ser basals. Les flors es troben agrupades en capítols amb un nombre de flors d'entre 7 i 40, pedunculats, solitaris o en agrupacions cimoses. L'involucre té diverses fileres de bràctees, imbricades i amb el marge escariós. Les flors són totes hermafrodites, les lígules són grogues. El fruit és un aqueni cilíndric amb papus.

## Taxonomia
Aquest gènere va ser publicat per primer cop l'any 1822 al vint-i-cinquè volum de la segona edició del Dictionnaire des Sciences Naturelles pel botànic francès Alexandre Henri Gabriel de Cassini (1781-1832). L'any 1818 el mateix Cassini l'havia descrit com un subgènere.

### Espècies
Dins del gènere Launaea es reconeixen les 57 espècies següents:
- Launaea acanthodes (Boiss.) Kuntze
- Launaea acaulis (Roxb.) Babc. ex Kerr
- Launaea almahrahensis N.Kilian
- Launaea amal-aminiae N.Kilian
- Launaea angolensis N.Kilian
- Launaea angustifolia (Desf.) Kuntze
- Launaea arborescens (Batt.) Murb.
- Launaea aspleniifolia (Willd.) Hook.f.
- Launaea benadirensis Chiov.
- Launaea bornmuelleri (Hausskn. ex Bornm.) Bornm.
- Launaea brunneri (Webb) Amin ex Boulos
- Launaea cabrae (De Wild.) N.Kilian
- Launaea calmadowensis Baldesi & N.Kilian
- Launaea capitata (Spreng.) Dandy
- Launaea castanosperma F.G.Davies
- Launaea cervicornis (Boiss.) Font Quer & Rothm.
- Launaea cornuta (Hochst. ex Oliv. & Hiern) C.Jeffrey
- Launaea crassifolia (Balf.f.) C.Jeffrey
- Launaea crepoides Balf.f.
- Launaea fragilis (Asso) Pau
- Launaea gorgadensis (Bolle) N.Kilian
- Launaea hafunensis Chiov.
- Launaea intybacea (Jacq.) Beauverd
- Launaea korovinii (Popov) Popov ex Pavlov
- Launaea lackii N.Kilian
- Launaea lanifera Pau
- Launaea massauensis (Fresen.) Sch.Bip. ex Kuntze
- Launaea microcephala Hook.f.
- Launaea mucronata (Forssk.) Muschl.
- Launaea nana (Baker) Chiov.
- Launaea nudicaulis (L.) Hook.f.
- Launaea oligocephala Bornm.
- Launaea omanensis N.Kilian
- Launaea petitiana (A.Rich.) N.Kilian
- Launaea picridioides (Webb) B.L.Rob.
- Launaea platyphylla Rech.f.
- Launaea polydichotoma (Ostenf.) Amin ex N.Kilian
- Launaea procumbens (Roxb.) Ramayya & Rajagopal
- Launaea pseudoabyssinica (Chiov.) N.Kilian
- Launaea pumila (Cav.) Kuntze
- Launaea quercifolia Pamp.
- Launaea quettaensis N.Kilian
- Launaea rarifolia (Oliv. & Hiern) Boulos
- Launaea rhynchocarpa (Balf.f.) B.Mies
- Launaea rogersii (Humbert) Humbert & Boulos
- Launaea rueppellii (Sch.Bip. ex Oliv. & Hiern) Amin ex Boulos
- Launaea sarmentosa (Willd.) Kuntze
- Launaea secunda Hook.f.
- Launaea socotrana N.Kilian
- Launaea spinosa (Forssk.) Sch.Bip. ex Kuntze
- Launaea stenocephala (Boiss.) Kuntze
- Launaea stocksiana (Boiss.) Kuntze
- Launaea taiwanensis S.S.Ying
- Launaea taraxacifolia (Willd.) Amin ex C.Jeffrey
- Launaea thalassica N.Kilian, Brochmann & Rustan
- Launaea viminea (Batt.) Maire
- Launaea violacea (O.Hoffm.) Boulos

### Sinònims
Els següents noms científics són sinònims heterotípics de Launaea:
- Acanthosonchus (Sch.Bip.) Kirp.
- Ammoseris Endl.
- Brachyramphus DC.
- Dianthoseris Sch.Bip. ex A.Rich.
- Heterachaena Fresen.
- Hexinia H.L.Yang
- Launaya Rchb.
- Launea Endl.
- Lomatolepis Cass.
- Microrhynchus Less.
- Paramicrorhynchus Kirp.
- Rhabdotheca Cass.
- Trachodes D.Don
- Zollikoferia DC.